# Stein (Bajorország)
Stein település Németországban, azon belül Bajorországban. Lakosainak száma 14 851 fő (2023. december 31.). Stein Oberasbach és Zirndorf községekkel határos.

## Népesség
A település népessége az elmúlt években az alábbi módon változott:
| Lakosok száma | 1432 | 6672 | 11 946 | 13 267 | 13 643 | 13 754 | 13 828 | 13 916 | 14 329 | 14 851 |
|               | 1875 | 1950 | 1975   | 1987   | 2012   | 2014   | 2016   | 2017   | 2021   | 2023   |